# アザレイン
アザレイン (azalein) は、フラボノイドの一種である、フラボノールの一つ。アザレアチンの3-O- α-L-ラムノシドである。ルリマツリ属およびツツジ属植物に含まれている。
化合物名はツツジの英名azaleaに由来する。